# Stříbro
Stříbro település Csehországban, Tachovi járásban. Stříbro Vranov, Heřmanova Huť, Sytno, Kladruby, Benešovice, Černošín, Svojšín, Kšice, Erpužice, Záchlumí, Kostelec, Únehle, Sulislav, Hněvnice és Pňovany településekkel határos. Lakosainak száma 8145 fő (2024. január 1.).

## Népesség
A település lakosságának változását az alábbi diagram mutatja:
| Lakosok száma | 5135 | 5303 | 6167 | 5280 | 6801 | 7745 | 7705 | 7680 | 7430 | 8145 |
|               | 1869 | 1890 | 1921 | 1950 | 1980 | 2001 | 2017 | 2019 | 2022 | 2024 |